# Quint Buchholz

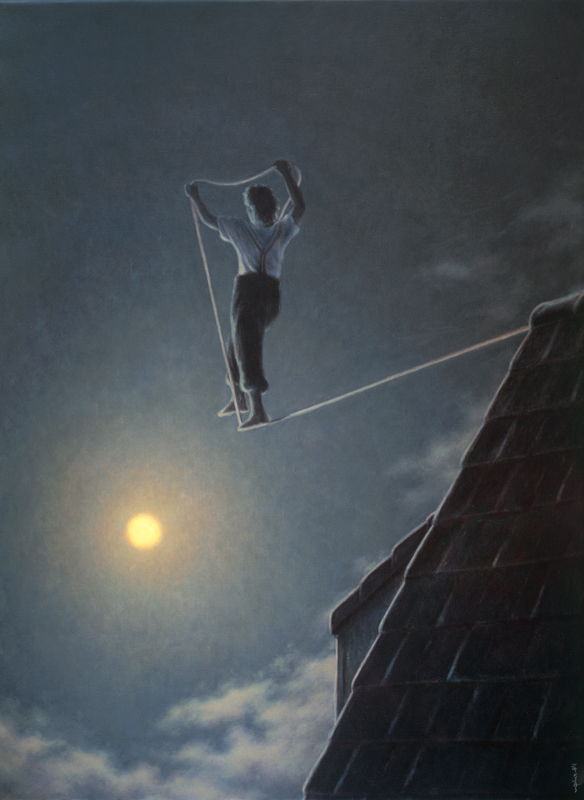
Giacomond, 1984

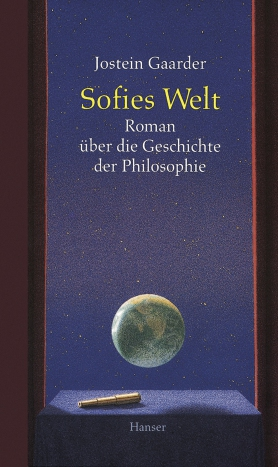
Buchcover zu Jostein Gaarder, "Sofies Welt", 1993

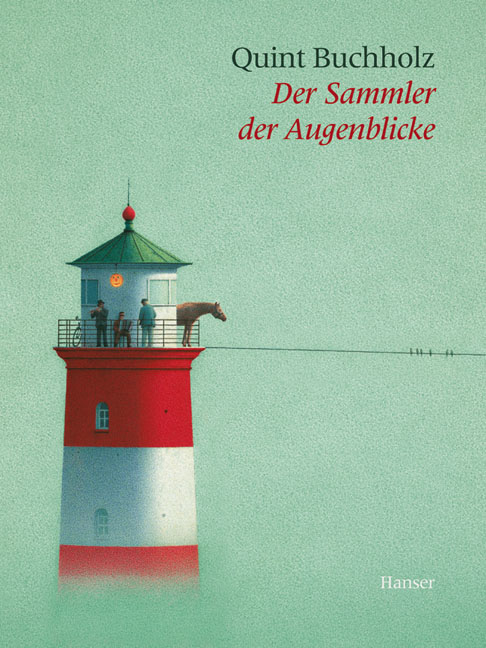
Buchcover zu "Der Sammler der Augenblicke", 1997

Quint Buchholz (* 28. Juli 1957 in Stolberg im Rheinland) ist ein deutscher Buchautor und Illustrator.

## Leben
Quint Buchholz wuchs in Stuttgart auf und studierte nach dem Abitur zuerst in München Kunstgeschichte an der Ludwig-Maximilians-Universität, danach an der Münchner Akademie der Bildenden Künste Malerei und Grafik bei Gerd Winner.
Bekannt wurde Quint Buchholz vor allem durch seine Illustrationen von über 40 Büchern, beispielsweise für die Autoren Jostein Gaarder (Sofies Welt), Lucy und Stephen Hawking, Luis Sepùlveda, David Grossman, Elke Heidenreich, Amos Oz und Friedrich Ani. Auch das Buch Die Alchemie des Schneefalls des Clowns Slava Polunin erschien im Jahr 2014 mit Bildern von Quint Buchholz.
Buchholz veröffentlicht auch eigene Bücher als Autor und Illustrator und arbeitet als freischaffender Maler. Seine Werke wurden seit 1981 auf über 100 Ausstellungen im In- und Ausland gezeigt. Bücher mit seinen Bildern sind inzwischen in 25 Sprachen publiziert und mit zahlreichen deutschen und internationalen Preisen ausgezeichnet worden.
Zudem hat Quint Buchholz hunderte von Bildern für Buchumschläge, Hörbücher, Plakate, Postkarten und Kalender verschiedener Verlage geschaffen – unter anderem für den Carl Hanser Verlag, Ravensburger Buchverlag, Suhrkamp Verlag, Deutscher Taschenbuch Verlag, Rowohlt Verlag, S. Fischer Verlag, Heye Verlag und Edition Inkognito.
Mehrmals hat Quint Buchholz als Bühnenbildner gearbeitet, so 2005 für Der Golem und 2007 für Caligula, beides Inszenierungen von Jochen Schölch am Metropoltheater München. Ende 2008 wurde am Théâtre de Cornouaille in Quimper in der Bretagne eine Theaterfassung seines Buchs Der Sammler der Augenblicke aufgeführt. Die Produktion reiste durch zehn Städte in Frankreich. Auch eine deutschsprachige Theaterfassung des Stücks steht seit 2011 immer wieder auf dem Spielplan des Metropoltheaters München.
Seit 2008 leitet Quint Buchholz Workshops zum Thema „Illustration“ an der Kunstakademie Bad Reichenhall, der Akademie der Bildenden Künste an der Alten Spinnerei in Kolbermoor und im Rahmen des Schwäbischen Kunstsommers im Kloster Irsee.
Quint Buchholz arbeitet in einem Atelier in München-Haidhausen und lebt in Ottobrunn bei München.

## Maltechnik
Quint Buchholz’ Stil greift Elemente des Fotorealismus, Pointillismus und magischen Realismus auf.
Bis etwa 2002 malte Quint Buchholz fast alle seiner Bilder in einer Technik, die er seitdem aber nicht mehr verwendet: Auf eine Tuschevorzeichnung sprühte er zunächst mit einem Fixativzerstäuber in mehreren Schichten verdünnte lasierende Acrylfarbe auf den Malgrund (fast immer Papier) auf. Danach wurden mit einer dünnen Zeichenfeder weitere Farbschichten aufgetragen und Details ausgearbeitet. Die körnige Struktur der aufgesprühten Farbe wurde dabei erhalten.
Seit 2002 malt Quint Buchholz mit Pinseln und Acrylfarben, bisweilen auch mit Ölfarben auf einer Acryl-Untermalung, manchmal auf Leinwand, meist auf Papier oder Karton.
Die typische Körnigkeit der Bilder entsteht nun durch das Aufstupsen der Farbe mit unterschiedlich breiten, sehr trockenen Pinseln.

## Auszeichnungen
- 1990: Troisdorfer Bilderbuchpreis für Die Sara, die zum Circus will (Text: Gudrun Mebs)
- 1991: Goldene Plakette der Biennale Bratislava für Die Sara, die zum Circus will (Text: Gudrun Mebs)
- 1993: Aufnahme von Sumchi (Text: Amos Oz) in "Die schönsten deutschen Bücher 1993" der internationalen Jury der Stiftung Buchkunst
- 1994: New York Times Outstanding Book of the Year Award für Sleep Well, Little Bear (Schlaf gut, kleiner Bär)
- 1997: Vlag en Wimpels für Nero Corleone; holländische Auszeichnung für das schönste Kinderbuch des Jahres für Kinder über 6 Jahre
- 1998: Bologna Ragazzi Award für Der Sammler der Augenblicke; internationaler italienischer Bilderbuchpreis
- 1999: Prix Enfantaisie für Le Collectionneur d’Instants (Der Sammler der Augenblicke); frz. Preis für das beste Kinderbuch des Jahres
- 1999: One of the ten Best Illustrated Books of the Year (The New York Times Book Review) für The Collector of Moments (Der Sammler der Augenblicke)[5]
- 2000: Mildred L. Batchelder Award für The Collector of Moments (Der Sammler der Augenblicke); amerikanischer Ehren-Preis für das beste ausländische Buch[6]
- 2005: Katholischer Kinder- und Jugendbuchpreis für Hechtsommer
- 2015: Premio Letteratura Ragazzi 36, Premio Speciale Albo Illustrato für Nel paese dei Libri (Im Land der Bücher); italienischer Sonderpreis für das beste illustrierte Kinderbuch[7]

Bücher mit Bildern von Quint Buchholz standen außerdem mehrmals auf der Ehrenliste des Hans-Christian-Andersen-Preises und den Auswahllisten des Deutschen Jugendliteraturpreises. Mehrere seiner Bücher wurden durch die Stiftung Buchkunst sowie mit dem Luchs von DIE ZEIT/Radio Bremen ausgezeichnet.

## Werke

### Veröffentlichungen
- Schlaf gut, kleiner Bär. Hanser Verlag, 1993, ISBN 3-7941-3666-7.
- Der Sammler der Augenblicke. Hanser Verlag, 1997, ISBN 3-446-19077-5.
- BuchBilderBuch. Sanssouci Verlag, 1997, ISBN 3-7254-1109-3.
- mit Verena Ballhaus, Nadia Budde, Jacky Gleich, Susanne Janssen, Text: Bruno Blume: Wer liest, ist. 2006, ISBN 3-356-01129-4.
- Die Bibel in Bildern von Quint Buchholz. Gütersloher Verlagshaus, 2010, ISBN 978-3-579-06548-9.
- Quints Tierleben. Gütersloher Verlagshaus, 2012, ISBN 978-3-579-06659-2.
- Im Land der Bücher. Hanser Verlag, 2013, ISBN 978-3-446-24320-0.
- Zauberworte. Thiele Verlag / Sanssouci, 2016, ISBN 978-3-99056-001-3.
- Sonne, Mond und Abendstern. Hanser Verlag, 2017, ISBN 978-3-446-25691-0.
- Vom Glück der Langsamkeit. Gütersloher Verlagshaus, 2019, ISBN 978-3-579-01466-1.
- Alles hat seine Zeit. Hanser Verlag, 2020, ISBN 978-3-446-26559-2.

### Illustrierte Texte anderer Autoren (Auswahl)
- Hans-Ulrich Hirschfelder, Gert Nieke (Hrsg.): Nachtstücke. Suhrkamp Verlag, 1988, ISBN 3-518-37987-9.
- Gudrun Mebs: Die Sara, die zum Circus will. Verlag Sauerländer, 1990, ISBN 3-7373-6140-1.
- Hans-Ulrich Hirschfelder, Gert Nieke (Hrsg.): Kopf oder Zahl. Suhrkamp Verlag, 1990, ISBN 3-518-38171-7.
- Katherine Scholes: Sams Wal. Ravensburger Buchverlag, 1990, ISBN 3-473-52039-X.
- Katherine Scholes: Die Nacht der Vögel. Ravensburger Buchverlag, 1992, ISBN 3-473-34466-4.
- Amos Oz: Sumchi. Carl Hanser Verlag, 1993, ISBN 3-423-62025-0.
- Patricia MacLachlan: Schere, Stein, Papier. Hanser Verlag, 1994, ISBN 3-446-17806-6.
- Roberto Piumini: Matti und der Großvater. Hanser Verlag, 1994, ISBN 3-446-23696-1.
- Jostein Gaarder: Das Kartengeheimnis. Hanser Verlag, 1995, ISBN 3-446-17710-8.
- Elke Heidenreich: Nero Corleone. Hanser Verlag, 1995, ISBN 3-446-18344-2.
- Elke Heidenreich: Am Südpol, denkt man, ist es heiß. Hanser Verlag, 1998, ISBN 3-423-62118-4.
- Johanna, Martin Walser: Am Wasser. Sanssouci Verlag, 2000, ISBN 3-7254-1170-0.
- Michael Krüger: Wer das Mondlicht fängt. Sanssouci Verlag, 2001, ISBN 3-7254-1213-8.
- Jutta Richter: Hechtsommer. Carl Hanser Verlag, 2004, ISBN 3-446-20518-7.
- Jean Giono: Der Mann, der Bäume pflanzte. Sanssouci, 2006, ISBN 3-7254-1408-4.
- Friedrich Ani: Gregor oder Wohin die Träume tragen. Sanssouci Verlag, 2006, ISBN 3-7254-1420-3.
- Lucy und Stephen Hawking: Der geheime Schlüssel zum Universum. CBJ Verlag, 2007, ISBN 978-3-570-13284-5.
- Elke Heidenreich: Nero Corleone kehrt zurück. Hanser, 2011, ISBN 978-3-86717-674-3.
- Friedrich Ani: Mathilda & Giacomo. Droemer Knaur, 2012, ISBN 978-3-426-19954-1.
- Slava Polunin: Die Alchemie des Schneefalls. Academy of Fools, Moskau / London 2014. (russisch)
- Takashi Hiraide: Der Gast im Garten. Insel Verlag, 2015, ISBN 978-3-458-17626-8.
- Luis Sepúlveda: Der langsame Weg zum Glück. Fischer Verlag, 2015, ISBN 978-3-7373-5161-4.
- Matthias Reiner (Hrsg.): Das Meerbuch. Suhrkamp/Insel Verlag, 2020, ISBN 978-3-458-19481-1.

## Ausstellungen (Auswahl)
- 1989: Kulturverein Zehntscheuer Rottenburg
- 1989: Wilhelmspalais Stuttgart
- 1995: Badische Landesbibliothek, Karlsruhe
- 1995: Gasteig Kulturzentrum München
- 1997 (auch 1990, 1998, 2007, 2009): Museum Haus Löwenberg Gengenbach
- 1997: Stadtmuseum Ludwigshafen
- 1998 (auch 2003, 2008): Literaturhaus München
- 1999: Städt. Galerie im schwarzen Kloster Freiburg
- 1999: Bibliothèque Municipale Strasbourg
- 2000: Kunsthalle Taipei / Taiwan
- 2002: Wilhelm-Busch-Museum Hannover
- 2003: Literaturhaus Hamburg
- 2007: Internationale Jugendbibliothek Schloss Blutenburg München
- 2007: Goethe-Institut Thessaloniki
- 2009: Otmar Alt Stiftung Hamm
- 2010: Stadthalle Germering
- 2013: Werkraum Schöpflin Lörrach
- 2013 (auch 2017): Religionspädagogisches Zentrum und Münster Heilsbronn
- 2014: Michaelskirche Ottobrunn
- 2014: Schloss Wackerbarth bei Dresden
- 2016 (auch 2018): Städtische Galerie Rosenheim (Beteiligung)
- 2017: Maison Rhénanie-Palatinat Dijon
- 2017 (auch 2008, 2009, 2011, 2012?): Kunstsommer Kloster Irsee (Beteiligung)
- 2018 (auch 2017): ArtGallery Galerie für Illustration, Landsberg
- 2019: Fontane-Festspiele, Neuruppin (Beteiligung)